# MVP (桑田佳祐の映像作品)
『MVP』（エムヴィピー）は、桑田佳祐のミュージック・ビデオ集。2018年1月3日にDVDとBlu-rayで発売。発売元はタイシタレーベル / JVCケンウッド・ビクターエンタテインメント / SPEEDSTAR RECORDS。

## 背景
桑田が1987年に「悲しい気持ち (JUST A MAN IN LOVE)」でソロデビューし、デビュー30周年を迎える2017年10月6日に桑田が所属するタイシタレーベルのレーベル長である小野朗から“MVP”の称号を贈る表彰状が贈られるとともに、本作のリリースが決定された。

## 制作
本作のタイトルは“MUSIC VIDEO PLAYER”の略になっている。ジャケットは再生機に繋がっているブラウン管テレビが3つ積み上がり、その中にはM・V・Pの文字が映し出されている。さらにその上に“実った桑の木”の盆栽が置かれている。

## リリース

### 発売日変更
本作は当初、2017年12月13日に発売の予定であったが制作進行上の都合（のちに後述の映像が発掘された関係であることが明かされている）で翌年の1月3日に変更されたことを桑田の所属するタイシタレーベルから2017年11月17日に発表された。

### 発売形態
本作はBlu-ray DiscとDVDによる初回限定盤と通常盤の4種類があり、初回限定盤はプレミアムパッケージ仕様である。初回限定盤には1986年に1年間限定で活動されたKUWATA BANDのシングル「BAN BAN BAN」「スキップ・ビート (SKIPPED BEAT)」「MERRY X'MAS IN SUMMER」のPVが収録されている。これらのPVは当時ビデオコンサートやレコードショップの店頭販促用として使用されていたが、その後ビデオテープが所在不明となっていたため、一般ではほとんど見ることができなかった幻の映像で桑田のスタッフが発掘した。
本作のために「悲しい気持ち」のPVが制作されることになり、本作を対象店で予約・購入すると、先着でオリジナルクリアファイルが付属となり、桑田のツアー会場の販売コーナーで予約・購入すると、“ご当地”表彰状入りクリアファイルが付属となる。

## 批評
桑田はミュージック・ビデオに対し撮影したその時はかっこいいと思うが、後から見直すと微妙に違ったり、作品が似合わないなということがあると述べており、本作は“嬉し恥ずかしの記録集”と語っている。その一方で「若い時は若い時の良さもある」とも述べている。
桑田のファンであり、「100万年の幸せ!!」の作詞を担当したさくらももこは、自身のブログでこの作品を絶賛する旨を述べていた。

## チャート成績
2018年1月15日付のオリコンDVD週間ランキングおよびBlu-ray週間ランキングで、DVDが初週3.4万枚でBlu-rayが初週4.1万枚を売り上げて両方初登場1位を獲得した。また、DVDとBlu-rayを合算した週間ランキングでも初週7.5万枚を売り上げ1位を獲得し、映像ランキング3冠を達成した。
ソロデビューして30年3か月でDVD・Blu-ray同時1位を獲得となり、30年以上のキャリアで首位獲得するのは史上初の記録となり、氷室京介が2017年3月13日付の『KYOSUKE HIMURO LAST GIGS』で達成した28年8か月の記録を塗り替えた。
桑田がDVD総合とBlu-ray総合首位獲得したのは『昭和八十八年度! 第二回ひとり紅白歌合戦』以来で、DVDが通算3作目、Blu-rayが通算2作目の首位獲得となった。

## 収録曲
- 既発曲の解説は各収録作品を参照のこと。

### 初回盤・通常盤共通
1. 悲しい気持ち (JUST A MAN IN LOVE)
2. SHE'S A BIG TEASER
3. 真夜中のダンディー
4. 月
5. 祭りのあと
6. 波乗りジョニー
7. 白い恋人達
8. 東京
9. ROCK AND ROLL HERO
10. 素敵な未来を見て欲しい
11. 明日晴れるかな
12. 風の詩を聴かせて
13. ダーリン
14. 君にサヨナラを
15. 本当は怖い愛とロマンス
16. 銀河の星屑
17. それ行けベイビー!!
18. 月光の聖者達
19. 明日へのマーチ
20. Let's try again 〜kuwata keisuke ver.〜
21. 幸せのラストダンス
22. 100万年の幸せ!!
23. 愛しい人へ捧ぐ歌
24. Yin Yang
25. 涙をぶっとばせ!!
26. ヨシ子さん
27. 君への手紙
28. 悪戯されて
29. 若い広場
30. オアシスと果樹園

### 初回限定盤のみ収録
- これらはKUWATA BANDの楽曲である。

1. BAN BAN BAN
2. スキップ・ビート (SKIPPED BEAT)
3. MERRY X'MAS IN SUMMER

## 映像関連
- 桑田佳祐 ベスト・ミュージックビデオ集『MVP』スペシャルトレーラー - YouTube